# Cezary Rybarczyk
Cezary Rybarczyk (ur. 1966) – polski lekkoatleta, sprinter.
Halowy mistrz Polski w biegu na 60 metrów (1988).

## Rekordy życiowe
- Bieg na 100 metrów – 10,58 (1987)[2]
- Bieg na 60 metrów (hala) – 6,76 (1988)[1]